# Godoberi
Godoberi (en rus: Годобери) és un poble del Daguestan, a Rússia, que en el cens del 2010 tenia 11 habitants. Pertany al districte rural de Gunib.